# Lista do Patrimônio Mundial no Vietnã
A Organização das Nações Unidas para a Educação, a Ciência e a Cultura (UNESCO) propôs um plano de proteção aos bens culturais do mundo, através do Comité sobre a Proteção do Património Mundial Cultural e Natural, aprovado em 1972. Esta é uma lista do Patrimônio Mundial existente no Vietnã, especificamente classificada pela UNESCO e elaborada de acordo com dez principais critérios cujos pontos são julgados por especialistas na área. O Vietnã ratificou a convenção em 19 de outubro de 1987, tornando seus locais históricos elegíveis para inclusão na lista.
O Vietnã conta com 8 sítios inscritos na lista do Patrimônio Mundial; sendo 5 deles de interesse Cultural, 2 de interesse Natural e 1 um interesse Misto. O primeiro sítio do Vietnã inscrito na lista foi Conjunto de Monumentos de Huế, em 1993. O sítio Complexo de Paisagens de Tràng An, inscrito em 2014, é a mais recente adição do país na lista do Patrimônio Mundial. 

## Bens culturais e naturais
O Vietnã conta atualmente com os seguintes sítios declarados como Patrimônio Mundial pela UNESCO:
| | Conjunto de Monumentos de Huế |
| Bem cultural inscrito em 1993. |                               |
| Localização: Thừa Thiên-Huế |                               |
| Proclamada capital do Vietnã Unificado em 1802, foi o centro político, cultural e religioso do país sob a dinastia Guinyen, até 1945. O Rio dos Perfumes percorre a Cidade-Capital, a Cidade Imperial, a Cidade Roxa Proibida e a Cidade Interior, dando a esta capital feudal, única em seu gênero, o encanto de um cenário natural de grande beleza. (UNESCO/BPI) |                               |

| | Baía de Ha Long |
| Bem cultural inscrito em 1994. |                 |
| Localização: Quảng Ninh |                 |
| Localizada no Golfo de Tonkin, Ha Long Bay tem cerca de 1.600 ilhas e ilhotas que formam uma espetacular paisagem marítima de pilares de calcário. Devido ao seu alívio íngreme, a maioria dessas ilhas são desabitadas e sua natureza nunca foi alterada pela presença do homem. Além de seu excepcional valor estético, este site tem um grande interesse no plano biológico. (UNESCO/BPI) |                 |

| | Cidade Antiga de Hoi An |
| Bem cultural inscrito em 1999. |                         |
| Localização: Quảng Nam |                         |
| Hoi An é um exemplo excepcional do que foi uma cidade portuária comercial no sudeste da Ásia entre os séculos XV e XIX. Seus edifícios e o layout de suas ruas são um fiel reflexo da combinação de estilos arquitetônicos, indígenas e estrangeiros, que tem dado sua fisionomia única a este local único. (UNESCO/BPI) |                         |

| | Santuário de Mi-sön |
| Bem cultural inscrito em 1999. |                     |
| Localização: Quảng Nam |                     |
| Na costa do atual Vietnã, entre os séculos IV e XIII, uma civilização única de seu tipo floresceu, cujas raízes espirituais estavam intimamente ligadas ao hinduísmo. Vestígio desta civilização é o conjunto de imponentes torres-santuários erguidos no local espetacular onde a cidade que era a capital política e religiosa do Reino de Champa estava localizada durante quase todo esse período. (UNESCO/BPI) |                     |

| | Parque Nacional de Phong Nha-Ke Bang |
| Bem cultural inscrito em 2003; estendido em 2005. |                                      |
| Localização: Quảng Bình |                                      |
| A formação karst do Parque Nacional Phong Nha-Ke Bang é a mais antiga e mais importante da Ásia e evoluiu desde a Era Paleozoica (há mais de 500 milhões de anos). Devido às grandes mudanças tectônicas, a paisagem do parque é extremamente complexa e possui características geomorfológicas de grande importância. Neste local, que faz fronteira com a República Democrática Popular do Laos, é possível ver grutas espetaculares e rios subterrâneos que se estendem por mais de 65 quilômetros. (UNESCO/BPI) |                                      |

| | Cidade Imperial de Thang Long-Hanoi |
| Bem cultural inscrito em 2010. |                                     |
| Localização: Hanoi |                                     |
| A Cidadela Imperial de Thang Long-Hanói (Viet Nam) tornou-se o 900º local inscrito na Lista do Patrimônio Mundial da UNESCO. Foi construído no século XI pela dinastia Ly para realizar a independência do Dai Viét. Foi construído sobre os remanescentes de uma fortaleza chinesa do século VII em terra drenada do Delta do Rio Vermelho em Hanói. Por quase treze séculos foi a sede do poder político regional. Os edifícios da cidade imperial e os remanescentes da zona arqueológica 18 Hoang Di'you são a expressão de uma cultura original do Sudeste Asiático, típica do vale inferior do Rio Vermelho, na intersecção de influências vindas da China, no norte, e do antigo Vale champa no sul. (UNESCO/BPI) |                                     |

| | Cidade Imperial de Ho |
| Bem cultural inscrito em 2011. |                       |
| Localização: Thanh Hoa |                       |
| A hofella da dinastia Ho, construída no século XIV seguindo os princípios do feng shui, é um testemunho do florescimento do neoconucionismo no final do século XIV no Vietnã e sua expansão para outras áreas do leste da Ásia. Seguindo esses princípios, a cidadela está localizada em uma paisagem de grande beleza, com um eixo que toca as montanhas Tuong Song e Don Son em uma planície entre os rios Ma e Buoi. Os edifícios da cidadela representam um exemplo excepcional de um novo estilo de cidade imperial do sudeste asiático. (UNESCO/BPI) |                       |

| | Complexo de Paisagens de Tràng An |
| Bem cultural inscrito em 2014. |                                   |
| Localização: Ninh Binh |                                   |
| Localizada na margem sul do Delta do Rio Vermelho e formada por um maciço de picos de karst, a espetacular paisagem de Trang An é submersa por vários vales, parcialmente submersa pelas águas, e é emoldurada por faraós íngremes e praticamente verticais. As explorações realizadas em algumas das mais altas cavernas que alinham este local permitiram descobrir restos arqueológicos de atividades humanas que datam de cerca de 30.000 anos atrás. Esses vestígios são uma prova da ocupação deste maciço montanhoso por grupos de caçadores-coletores, bem como sua adaptação às mudanças climáticas e ambientais. O local também abrange a cidade de Hoa Lu, a antiga capital do Vietnã nos séculos I0 e XI, e uma série de templos, pagodes, paisagens de arroz, aldeias e locais sagrados. (UNESCO/BPI) |                                   |

## Lista Indicativa
Em adição aos sítios inscritos na Lista do Patrimônio Mundial, os Estados-membros podem manter uma lista de sítios que pretendam nomear para a Lista de Patrimônio Mundial, sendo somente aceitas as candidaturas de locais que já constarem desta lista. Desde 2014, o Vietnã apresenta 7 locais na sua Lista Indicativa.
| Sítio                                          | Imagem | Local      | Ano  | Dados UNESCO                | Descrição |
| ---------------------------------------------- | ------ | ---------- | ---- | --------------------------- | --- |
| Complexo de Monumentos Históricos de Hương Sơn |        | Hanói      | 1991 | Misto                       | O local é uma importante zona ecológica e cultural, com sítios arqueológicos datados de 10.000 anos e formações geológicas de 200 milhões de anos. O Festival do Pagode do Perfume é realizado anualmente, com a participação de centenas de milhares de pessoas. O Complexo Hương Sơn compreende três complexos de templos: o Hương Tích, Long Vân e o Pagode Tuyết.          |
| Área de Pedras Esculpidas de Sa Pa             |        | Lao Cai    | 1997 | Misto                       | O sítio proposto abriga mais de 200 pedras e megálitos, esculpidos com diferentes imagens e desenhos complexos. Podem ser vistas imagens de montanhas, colinas e campos, além de vestígios de três tipos de sistema de escrita: pictogramas dos Han e talismãs dos povos Tày e Yao.                                                                                            |
| Parque Nacional de Cat Tien                    |        | Đồng Nai   | 2006 | Natural: (vii)(ix)(x)       | O Parque Nacional de Cát Tiên é uma fonte natural de muitos gêneros raros e endêmicos de fauna e flora. Faz parte do complexo de florestas tropicais úmidas e uma das poucas florestas naturais remanescentes no Vietnã. O parque nacional é parte ativa no controle de inundações regional e protege as fontes de água da barragem de Trị An.                                 |
| Caverna de Con Moong                           |        | Thanh Hoa  | 2006 | Cultural                    | O sítio indicado, localizado dentro do Parque Nacional Cúc Phương, foi escavado por arqueólogos em 1976. O local contém vestígios culturais de habitantes das culturas Sơn Vì, Hòa Bình e Bắc Sơn, onde as pessoas residiram continuamente de 13.000 a 7.000 anos atrás. O sítio arqueológico é composto por 10 camadas diferentes de solo.                                    |
| Baía de Ha Long - Ilha de Cát Bà               |        | Quang Ninh | 2017 | Natural: (vii)(viii)(ix)(x) | O sítio indicado é uma extensão ao sítio Baía de Ha Long, inscrito como Patrimônio Mundial em 2000. A ilha de Cát Bà abriga uma grande diversidade de fauna e exemplares de carste maduro em condições úmidas subtropicais. Seu valor excepcional contém topografia cárstica marinha povoada com inúmeras torres e arcos de calcário e cavernas formadas pela erosão costeira. |